# Правосуддя крайньої півночі
Правосуддя крайньої півночі (англ. Justice of the Far North) — американська пригодницька драма режисера Нормана Доуна 1925 року.

## У ролях
- Артур Жасмін — Умлюк
- Марсія Менон — Вамба
- Вінтер Блоссом — Нутка
- Чарльз Райснер — Майк Берк
- Макс Девідсон — Іззі Говкінс
- Джордж Фішер — доктор Веллс
- Кетерін Доун — Люсі Парсонс
- Стів Мерфі — Брокен Нос МакГі